# Open Liberty
Der Open Liberty Server ist ein Anwendungsserver nach dem Java-EE und MicroProfile-Standard. Open Liberty wird in der Programmiersprache Java geschrieben und ist plattformunabhängig. Open Liberty ist Grundlage der kommerziellen Version des IBM WebSphere Liberty.
Open Liberty ist unter der Eclipse Public License 1.0 lizenziert.

## Geschichte
Grundlage von Open Liberty ist WebSphere Liberty, das 2012 veröffentlicht wurde. Open Liberty wurde im September 2017 als FLOSS unter der Eclipse Public License veröffentlicht.

## Verbreitung
Beim Vergleich der Suchaufrufe von "Open Liberty" und "WebSphere Liberty" haben diese Stand Oktober 2019 betrachtet auf fünf Jahre nur eine deutlich untergeordnete Häufigkeit gegenüber Spring, Apache Tomcat, WildFly und GlassFish (Sortierung nach Häufigkeit abnehmend).
| Software          | GitHub Committer | Twitter Follower | Stackoverflow |
| ----------------- | ---------------- | ---------------- | ------------- |
| Spring            | 397              | 69.965           | 158.800       |
| WildFly           | 317              | 6.751            | 5.037         |
| Open Liberty      | 185              | 2.006            | 172           |
| Apache Tomcat     | 30               | 5.085            | 38.932        |
| Eclipse GlassFish | 28               | 26.289           | 7.547         |

Ein Vergleich laufender Instanzen oder der Verkaufszahlen der kommerziellen Pendants ist mangels öffentlicher Zahlen nicht möglich.

## Funktionsumfang
Der Open Liberty adressiert drei große Standards bzw. Frameworks. Eine Liste der Einzelelemente findet sich im jeweiligen Artikel zum Standard bzw. Framework, auf eine redundante Darstellung wird hier bewusst verzichtet.
- Java-EE bzw. Jakarta-EE – Eine Zertifizierung nach Jakarta-EE 9.1 im Full- und Web-Profile liegt vor.[7]
- MicroProfile – Die Version 3.0 des Standards wird unterstützt.
- Spring Boot – Die Version 2.0 des Frameworks kann genutzt werden.[8]

Sämtliche Eigenschaften des Open Liberty sind einzeln als Feature einschließlich Abhängigkeiten dokumentiert. Der Server basiert auf dem OSGi-Framework.
Gegenwärtig ist Open Liberty 19.0.0.x zwar auf Java SE 11 lauffähig, unterstützt jedoch nicht das Java Platform Module System (JPMS).